# Gymnomitriaceae
Gymnomitriaceae, porodica jetrenjarki u redu Jungermanniales. Ime je dobila po rodu Gymnomitrion.

## Rodovi
1. genus: Acolea Dumort.
2. genus: Acrolophozia R.M. Schust.
3. genus: Anomomarsupella R.M. Schust.
4. genus: Apomarsupella R.M. Schust.
5. genus: Chondrophyllum Herzog
6. genus: Cryptocoleopsis Amakawa
7. genus: Dianthelia R.M. Schust.
8. genus: Gymnomitrion Corda
9. genus: Marsupella Dumort.
10. genus: Nanomarsupella R.M. Schust. ex A. Hagborg, L. Söderstr. & von Konrat
11. genus: Nardia Gray
12. genus: Nardiocalyx Lindb. ex Jørg.
13. genus: Paramomitrion R.M. Schust.
14. genus: Poeltia Grolle
15. genus: Prasanthus Lindb.
16. genus: Sarcocyphos Corda